# علم روانشناسی در منافع عمومی
علم روانشناسی در منافع عمومی یک ژورنال دانشگاهی با داوری همتا ودسترسی آزاد است که موضوعات روانشناسی مورد علاقه عموم را پوشش می‌دهد. این ژورنال توسط انتشارات سیج به نمایندگی از انجمن علوم روانشناسی منتشر می‌شود. سردبیر والری اف. رینا (دانشگاه کرنل) دوره خود را به پایان می‌رساند و به زودی نورا اس. نیوکمب (دانشگاه تمپل) جانشین او خواهد بود.

## ویراستاران گذشته
سردبیران قبلی عبارتند از مورتون آن گرنسباکر (دانشگاه ویسکانسین-مدیسون)، استفان جی سیسی (دانشگاه کرنل)، و رابرت آ. بیورک (دانشگاه کالیفرنیا، لس آنجلس).
بر اساس گزارش استنادی مجلات، این مجله دارای ضریب تأثیر ۲۱٫۲۸۶ در سال ۲۰۱۷ است که آن را در رتبه سوم از نظر ضریب تأثیر در رده روانشناسی، چند رشته‌ای قرار می‌دهد.